# کینکو، کاگوشیما
کینکو، کاگوشیما (به لاتین: Kinkō, Kagoshima) یک منطقهٔ مسکونی در ژاپن است که در استان کاگوشیما واقع شده‌است. کینکو ۹٬۳۲۸ نفر جمعیت دارد.